# 소니 엑스페리아 태블릿 S

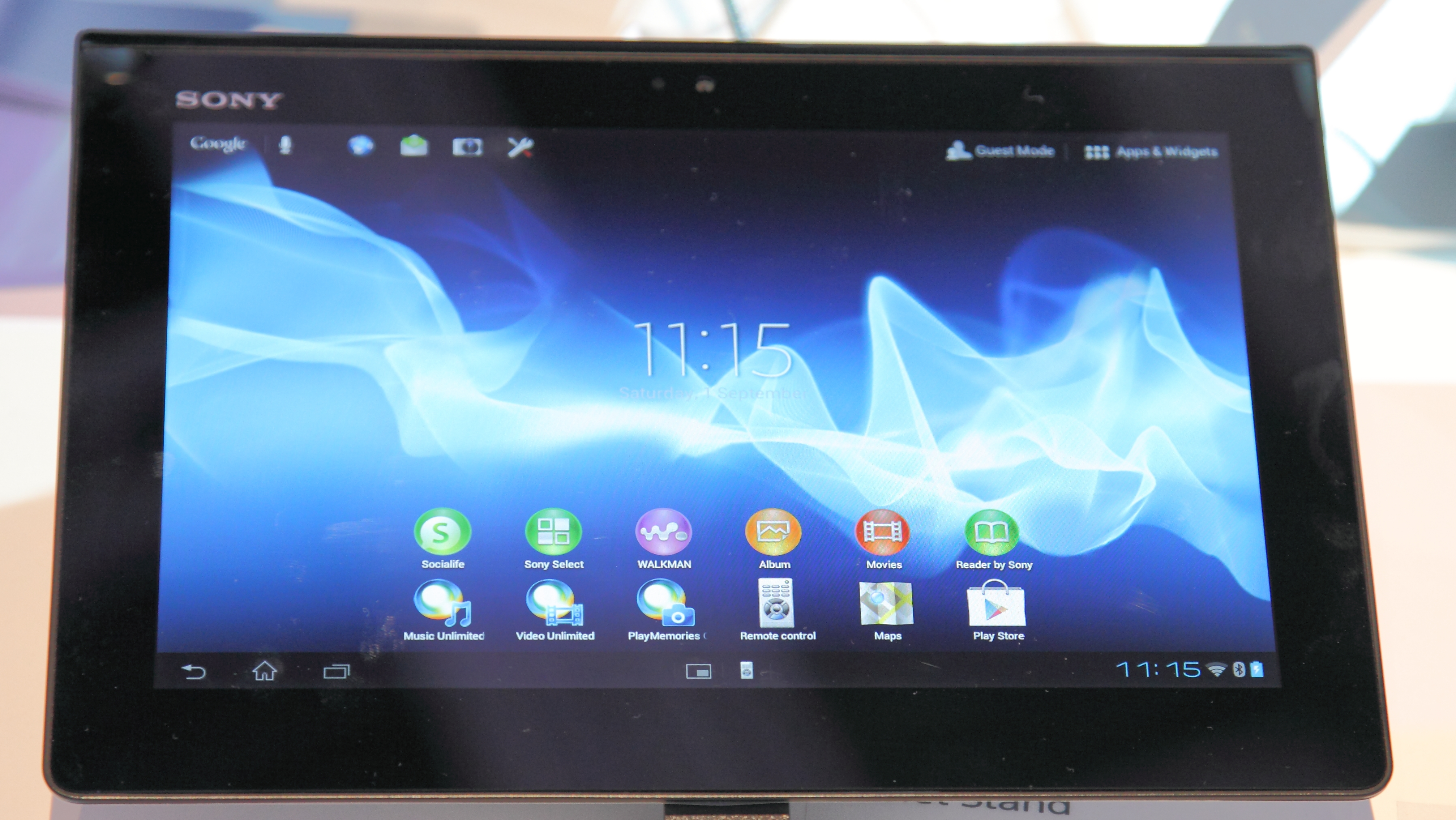

소니 엑스페리아 태블릿 S(Sony Xperia Tablet S)는 소니 모바일 커뮤니케이션스
에서 2012년 9월에 출시한 안드로이드 태블릿 컴퓨터이다.
대한민국에서는 2012년 11월에 출시되었다.

## 같이 보기
- 소니 엑스페리아 태블릿 Z
- 삼성 갤럭시 S III
- 소니 바이오 듀오 11